# Skrivarsholmen
Skrivarsholmen är en ö i Finland. Den ligger i Norra kvarken och i kommunen Vörå i den ekonomiska regionen  Vasa i landskapet Österbotten, i den västra delen av landet. Ön ligger omkring 39 kilometer nordöst om Vasa och omkring 390 kilometer norr om Helsingfors.
Öns area är 4,2 hektar och dess största längd är 320 meter i nord-sydlig riktning.